# 本庄繁

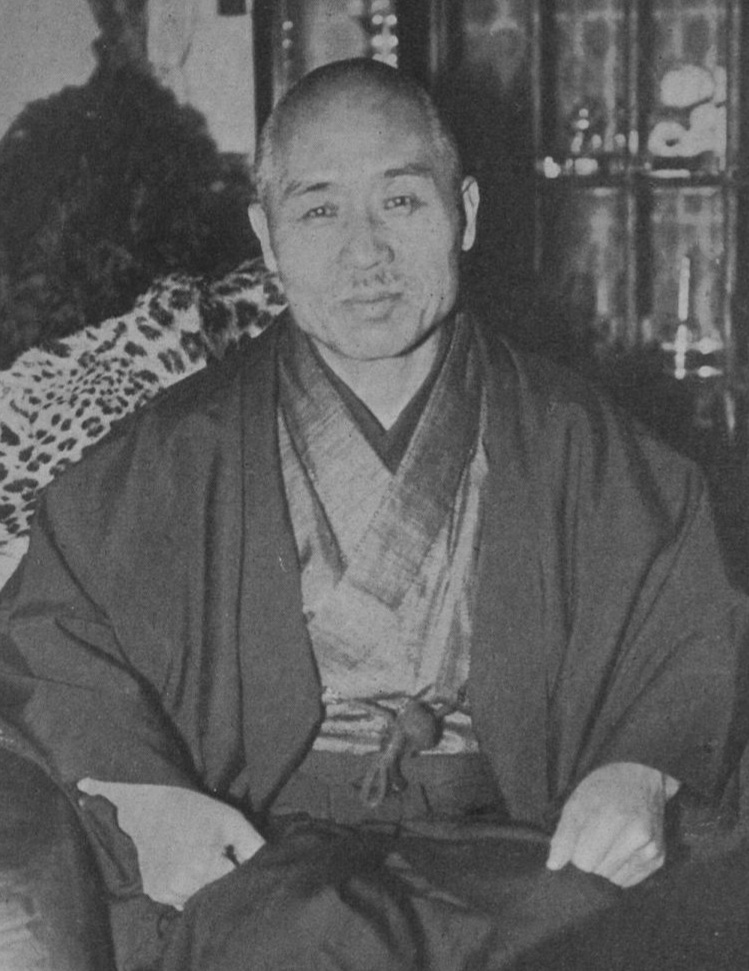
本庄繁

本庄繁（日语：本庄 繁/ほんじょう しげる，1876年5月10日—1945年11月20日），日本帝国时代的日军大将，男爵，二次大战甲級戰犯嫌疑者（未被起訴即自殺），九一八事变和侵占中国东北的主要策划者之一。

## 生平
- 1876年生于日本兵库县人。
- 1897年毕业于日本陆军士官学校。
- 1906年毕业于日本陆军大学。
- 1919年参加俄國內战，后任参谋本部课长、第11师团聯隊长。
- 1921年起任张作霖顾问2年。
- 1922年晋升少将，任步兵第4旅团长。
- 1928年起任驻华公使馆武官，先后驻北京、上海。
- 1928年晋升中将，任陆军第10师团师团长。
- 1931年任关东军司令官，积极策划侵略中国东北，提出《满蒙共和国统治大纲》與《满蒙自由国家方案》。
- 1931年9月策划发动九一八事变，占领中国东三省，但在日本国内引起日本天皇不满以及在野党攻击。日后因侵华“功劳”受勋一等旭日大绶勋章，受封男爵。
- 1932年7月调回日本任军事参议官。
- 1933年4月晋升大将，任天皇侍从武官，不久编入预备役。
- 1938年任伤病兵保护院总裁。
- 1945年8月日本无条件投降，被盟軍列入甲級戰犯嫌疑人，1945年11月20日於陸軍大學校切腹自盡。

## 相关條目
- 大正天皇